# CはクッキーのC
CはクッキーのC（C Is For Cookie）とは、PBSの子供向けテレビ番組『セサミストリート』のマペットキャラクターであるクッキーモンスターが歌った挿入歌である。この曲の作曲はジョー・ラポソが担当。
本楽曲が初めて収録されたメディアは1971年に発売された『セサミストリート・アルファベット・アルバム（The Muppet Alphabet Album）』。テレビ放送ではシーズン3の第372話から採用された。
カーミットの「ビーイン・グリーン」、アーニー（バートとアーニー）の「ラバー・ダッキー」に続く『セサミストリート』の有名な楽曲の1つである。

## 歴史
マペット・セントラルによれば、『ジム・ヘンソンとパペティア達はみんな、クッキーが大好きで、アルファベットの"C"を書くために、ジェリー・ジュール、ジョー・ラポソ、ジェフ・モスと一緒にチームを結成した。』という、この企画から『CはクッキーのC』という楽曲が1971年に誕生した。ちなみに、女優のキャンディス・バーゲンも、セサミストリートに来た時にこの曲を歌っていた（セサミストリート: 第2710話より）。初期バージョンには、グローバー、フェンウィック、ヘリー・モンスター、オスカー・ザ・グラウチ、ビリーなどといったモンスターがコーラスをしていた。1994年（第3189話）には、オペラ歌手のクレオパトラ役のマリリン・ホーンがエジプトを舞台にこの曲をオペラ版で歌っている。1998年（第3804話『CはクッキーのCだけど…』）にはリメイク版が放送された、2018年にはアニメーションのミュージック・ビデオがYoutubeで公開されている。日本では1998年に吹き替えが導入されてからNHK教育で日本語歌詞にはなったものが放送されたことがあるが、オペラバージョンの歌では英語のままで歌詞は付かずセリフは日本語だった。スペシャル版では日本語字幕で放送された。

## 担当歌手
| 曲名           | オリジナル歌手 | 吹き替え版放送日                                           | 日本語吹き替え                   |
| -------------- | -------------- | ---------------------------------------------------------- | -------------------------------- |
| CはクッキーのC | フランク・オズ | 第3804話『CはクッキーのCだけど…』 2000年9月16日（NHK教育） | NHK教育版 大川透（レギュラー版） |